# Lich

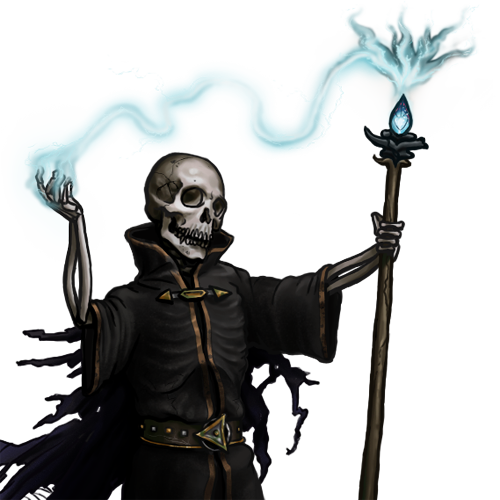
Um lich, captura de tela do jogo The Battle for Wesnoth

Um lich, em obras de ficção, é um tipo de morto-vivo que adquiriu a imortalidade. Geralmente foram, em vida, magos poderosos. Suas características são meio ósseas e também são, comumente, mas não sempre, apresentados fortes poderes mágicos.
A origem do lich varia de acordo com o universo em que ele existe. Por exemplo, hospedar a própria alma ou parte dela em um objeto, tornando-se imune à mortalidade, ou usando métodos mágicos mais específicos. O objeto que hospeda a alma do futuro lich chama-se "transeunte".
O termo foi inventado por Gary Gygax em 1978 com a primeira edição do famoso jogo de RPG Dungeons and Dragons. A palavra "lich" é desconhecida para a cultura francesa, foi adaptado do Lich Inglês utilizada neste contexto pelos jogos tradutores e romances. Em Inglês, a palavra está relacionada com Old Inglês e Alemão lych Leiche, significando cadáver.

## Na cultura Popular

### O Senhor dos Anéis
Na famosa literatura de alta fantasia de J R R Tolkien, para fins comparativos, suponha que o lich fosse Sauron, o senhor das trevas. De maneira simplificada, sua Filactéria, ou "transeunte", seria o Um Anel. 

### Harry Potter
Em um caso específico de um personagem da literatura atual com características de um lich as filactérias ganham um novo nome: "horcruxes". O personagem Voldemort, da série de livros Harry Potter, é uma visão nova do que seria um lich, tendo não apenas uma, mas sete filactérias nas quais depositou os fragmentos de sua alma dividida para sobrepujar a morte.  

### RPGs
O Lich se tornou difundido também entre os RPGs Online e de mesa, sendo usado como Classe, Raça, ou até como um ou mais personagens, quase sempre vilões. Alguns exemplos mais conhecidos seriam os personagens Lich Kel'Thuzad, Lich King Arthas, Liche ou Lyches, dos jogos de estrategia Warcraft III, do MMORPG World of Warcraft e The Witcher III

### Dash Quest
No jogo para smartphones Dash Quest, o chefe final do modo história é um lich. Este lich convocou um exército de monstros (como goblins, morcegos, aranhas, dragões, etc) com o intuito de dominar todo o reino do jogo. O avô do protagonista o envia cartas que o instrui as formas de derrotar os monstros, e ao mesmo tempo apresentando o passado desse reino.

### Hora de Aventura
No desenho Adventure Time, O Lich é um morto-vivo cujo único desejo é destruir todo tipo de vida, possuindo como filactéria um caracol. Ele é um dos maiores vilões da série e tem capacidade de hipnotizar e possuir pessoas.

### Dota 2
Ethreain, um mago que gostava de escravizar reinos inteiros, tornou-se o Lich após se traído pelos seus súditos e ressuscitado pelo geomante Anhil.

### Konosuba
No anime Kono Subarashii! A personagem Wiz é uma Lich.

### League of Legends
No jogo League of Legends, o personagem Mordekaiser pode ser considerado um Lich.

## Etimologia
A palavra "lich" tem sua origem no inglês antigo līċ, que significa "cadáver". Seu similar no alemão moderno é a palavra Leiche ou no holandês moderno lijk, onde ambas as palavras significam "cadáver".
1. ↑  «Herói de Dota 2». Consultado em 29 de abril de 2018
2. ↑  «Campeão de League of Legends». Consultado em 23 de novembro de 2019